# Communauté de communes de la région de Bapaume
La communauté de communes de la région de Bapaume est une ancienne communauté de communes française, située dans le département du Pas-de-Calais et la région Nord-Pas-de-Calais, arrondissement d'Arras.

## Historique
Dans le cadre de la réforme des collectivités territoriales, la communauté de communes de la région de Bapaume a fusionné au 1er janvier 2013 avec la communauté de communes du canton de Bertincourt et 14 communes de la communauté de communes du sud Arrageois, formant ainsi la nouvelle communauté de communes du Sud Artois.

## Composition
Elle était composée des communes suivantes :
1. Ablainzevelle
2. Achiet-le-Grand
3. Achiet-le-Petit
4. Avesnes-lès-Bapaume
5. Bancourt
6. Bapaume
7. Beaulencourt
8. Béhagnies
9. Beugnâtre
10. Biefvillers-lès-Bapaume
11. Bihucourt
12. Bucquoy
13. Douchy-lès-Ayette
14. Favreuil
15. Frémicourt
16. Grévillers
17. Le Sars
18. Le Transloy
19. Ligny-Thilloy
20. Martinpuich
21. Morval
22. Riencourt-lès-Bapaume
23. Sapignies
24. Vaulx-Vraucourt
25. Villers-au-Flos
26. Warlencourt-Eaucourt

## Présidents
| Période                                  | Période | Identité           | Étiquette | Qualité |
| ---------------------------------------- | ------- | ------------------ | --------- | ------- |
| ?                                        | 2012    | Jean-Paul Delevoye |           |         |
| Les données manquantes sont à compléter. |         |                    |           |         |

## Pour approfondir